# Перечень романизаций ISO
Список стандарта ISO для транслитерации и транскрипции (или романизации):
- ISO 9 — кириллица
- ISO 233 — арабский
- ISO 259 — иврит
- ISO 843 — греческий
- ISO 3602 — японский (1989, последняя ревизия — 2013)
- ISO 7098 — китайский
- ISO 9984 — грузинский
- ISO 9985 — армянский
- ISO 11940 — тайский
- ISO 11940-2 — тайский (упрощённый)
- ISO 11941 — корейский (разные системы для Северной и Южной Кореи — прекращено в 2013 году)
- ISO 15919 — индийские письменности